# Austenita

Estructura cristalina de la austenita. El hierro (en gris) está dispuesto en un retículo cúbico y en los centros de las caras, mientras que el carbono (en azul) está presente como defecto intersticial.

La austenita, también conocida como gamma hierro (γ) es una forma de ordenamiento específico de los átomos de hierro y carbono. Está formado por una disolución sólida del carbono en hierro, lo que supone un porcentaje máximo de C del 2,11% (este valor debe tomarse como referencia, ya que el porcentaje real varía en función de otros elementos de aleación presentes en el acero). La austenita es dúctil, blanda y tenaz.
La estructura cristalina de la austenita es del tipo cúbica, de caras centradas, en donde se diluyen en solución sólida los átomos de carbono en los intersticios, hasta un máximo tal como lo muestra el diagrama de fase Fe-C. Esta estructura permite una mejor difusión con el carbono, acelerando así el proceso de carburación del acero. La solubilidad máxima es sólo del 2,11%. Hay que recordar que por definición los aceros son aquellas aleaciones del diagrama Fe-Fe3C en las que, a la suficiente temperatura, todo el carbono queda disuelto en hierro γ. Por ello el porcentaje máximo de carbono en un acero, para ser considerado como tal es del 2,11%.
La austenita no es estable a temperatura ambiente excepto en algunos aceros inoxidables con altos contenidos de manganeso (12%) y aceros inoxidables austeníticos con contenidos en níquel de alrededor del 8%, ya que el níquel tiene el efecto de agrandar la región austenítica en el diagrama de fase de hierro al carbono, lo que la hace estable a temperatura ambiente. La austenita es blanda y dúctil y, en general, la mayoría de las operaciones de forja y laminado de aceros se efectúa a aproximadamente los 1100 °C, cuando la fase austenítica es estable.
Finalmente, a diferencia de la ferrita, la austenita no es ferromagnética a ninguna temperatura.
La austenita recibe su nombre de sir William Chandler Roberts-Austen, metalúrgico inglés. Roberts-Austen, que murió en Londres en 1902 a la edad de 59 años, estudió impurezas en metales puros. Su investigación y mejoras procedimentales fueron utilizadas en una variedad de usos y afectaron extensamente al mundo industrializado.